# Классен, Егор Егорович
Егор Егорович (Иоганн Георг) Классен (21 сентября 1842, Архангельск — 2 июля 1910, Зелисберг, Ури) — русский купец и промышленник, мануфактур-советник, потомственный почётный гражданин.

## Биография
Родился 21 сентября 1842 года в Архангельске в семье фабриканта Георга Классена (1808—1877) и его супруги Доротеи (Дарьи Ивановны), урожденной Штуцер.
Обучался в Санкт-Петербургском коммерческом училище и в Политехнической академии в Дрездене в Германии.
Проживая в Санкт-Петербурге, в начале 1860-х годов получил землю на берегу Волги и право на постройку мануфактуры, сразу приступив к её строительству. Таким образом стал основателем акционерного общества «Товарищество Романовской льняной мануфактуры», учредителями которого были потомственный почётный гражданин романовский первой гильдии купец Егор Егорович Классен и неторгующий почётный гражданин Георг Классен (ныне — производственная компания «Тульма»), которая в 1864 году дала первую продукцию, отправленную в Санкт-Петербург. Затем с семьёй переехал из Санкт-Петербурга в Романово-Борисоглебск на постоянное место жительства.
Стал купцом 1-й гильдии, занимался в городе общественной деятельностью: с 1886 года состоял почетным мировым судьей, также избирался гласным Романово-Борисоглебского уездного земского собрания и гласным Романово-Борисоглебской городской думы.
Егор Егорович имел в городе несколько домов, один из которых находился рядом с фабрикой. Территория, принадлежавшая мануфактуре, была ухоженной. Он заботился о своих работниках и условиях их труда, навещал больных и детей в приютах. В 1900 году за устройство жилищ и прочих гуманитарных учреждений фабрика была удостоена награды на Всемирной выставке в Париже.
В конце жизни Егор Классен болел, лечился за границей. К 1910 году его здоровье ухудшилось, и он умер в Швейцарии 2 июля 1910 года.  Е.Е. Классен завещал похоронить себя в Романово-Борисоглебске, который стал для него родным.  Тело Классена привезли в Романово-Борисоглебск, где похоронили 12 июля 1910 года на старом городском кладбище в фамильном склепе рядом со своим отцом.
После Октябрьской революции его фабрика была национализирована, и с 1918 года, в связи с переименованием города Романово-Борисоглебск в Тутаев, стало называться «Тутаевская льняная мануфактура»; члены семьи Классен покинули город и разъехались по разным местам.
В Государственном архиве Ярославской области имеются документы, относящиеся к биографии и жизнедеятельности Е. Е. Классена.

### Семья
Егор Егорович был женат на Эндретте Эдуардовне, урожд. Каммерер (г.р.1844). 
У них было девять детей: 
- Юлия Доротея (г.р.1869). Ее муж — Андрей Юлиус Иванович Штуцер, инженер-механик, заведующий льнопрядильной фабрикой «Товарищества Романовской мануфактуры»
- Матильда Доротея (г.р.1870)
- Каролина Генриетта Терезия (г.р.1872)
- Георг Эдуард (Егор Егорович; г.р.1876)
- Эльза Адель (г.р.1877)
- Август Оскар (Август Егорович; 1879—1921)
- Теодор Эдгар Андреас (Федор Егорович; 1882—1946)
- Рудольф Эдуард (г.р.1885)
- Эмилия Генриетта (г.р.1891).

Егор и Август работали на фабрике отца. После того, как Романовская мануфактура была национализирована, Егор Егорович Классен уехал в Казань, где работал директором фабрики. 
Август Егорович Классен погиб в Гражданскую войну (в 1921 году) так же, как и его племянник (сын сестры Юлии) — Егор Андреевич Штуцер (в 1920 году). Гибели Егора Штуцера посвятила стихотворение «Господи, везде кручина...» (1921 г.) Аделаида Герцык. Впоследствии Юлия Егоровна Штуцер эмигрировала, жила в Германии. 
Федор Егорович Классен стал биологом, профессором ихтиологии. Воевал в Первую мировую войну, в 1915 году попал в Галиции в плен и по особому соглашению относительно пленных ученых, получил разрешение выехать в нейтральную страну и поселился в Стокгольме. В последние годы жил с женой, Донатой Ивановной (урожд. Смирновой, дочерью профессора Казанского университета И.Н.Смирнова), в Испании.

### Память
- 2003 — в знак благодарности за вклад в развитие города Тутаева, рядом со зданием заводоуправления «Тульмы» Егору Егоровичу Классену был установлен памятник[3].